# Hiddenite
Hiddenite – jednostka osadnicza w Stanach Zjednoczonych, w stanie Karolina Północna, w hrabstwie Alexander.